# 帝学
《帝学》是范祖禹为培养宋哲宗好学精神而编写的一部记载历史上帝王讲读故事的历史类著作。

宋哲宗元祐五年八月侍讲范祖禹进，共八卷。范祖禹：“以史职侍经筵，尝采集前世帝王学问，及记国朝祖宗讲读故事，为书八卷，名曰《帝学》。”“集帝王学问及祖宗讲读故事，上起伏羲，下讫神宗，愿宪道于三皇，稽徳于五帝，轨仪于三代，法象于祖宗，集群圣之所行，体乾健之不息”，“凡圣学事实皆具焉。”

## 体例特点
《帝学》采用了略古详今的安排，资治性很强，希望哲宗能效法宋朝的帝王笃好学问。

《四库全书总目》卷九一言是书“由伏羲迄宋神宗，每条后间附论断。自上古至汉、唐二卷，自宋太祖至神宗六卷，于宋诸帝叙述独详，盖亦本法祖之意，以为启迪也。”